# Phanxicô Xaviê Kim Ngưỡng Khoa
Phanxicô Xaviê Kim Ngưỡng Khoa (tiếng Trung Quốc: 金仰科; tiếng Anh: Francis Xavier Jin Yangke) là một giám mục Công giáo người Trung Quốc của Giáo hội Công giáo Rôma. Ông vốn là một linh mục không được công nhận bởi Tòa Thánh, nhưng được mật phong với sự cho phép của Tòa Thánh cuối năm 2012 làm giám mục phó giáo phận Ninh Ba. Sau khi giám mục Mátthêu Hồ Hiền Đức qua đời (năm 2017), ông chính thức tiếp quản giáo phận và chính thức cử hành lễ nhậm chức vào ngày 18 tháng 8 năm 2020.
Giám mục Kim Ngưỡng Khoa sinh tháng 1 năm 1958 tại Từ Khê, Chiết Giang. Ông dành thời gian tu học tại Chủng viện Sheshan, Thượng Hải và được thụ phong linh mục ngày 11 tháng 11 năm 1990. Ông thi hành tác vụ linh mục với tư cách linh mục giáo phận Ninh Ba, cho đến khi được phong giám mục phó năm 2012.. Giám mục Kim là phó chủ tịch Ủy ban các vấn đề Giáo hội của tỉnh Chiết Giang vào năm 2014 và là Chủ tịch Hội Công giáo Yêu nước Trung Quốc khu vực Ninh Ba vào năm 2017.